# Vila de Cruces
Vila de Cruces – gmina w Hiszpanii, w prowincji Pontevedra, w Galicji, o powierzchni 154,96 km². W 2011 roku gmina liczyła 6085 mieszkańców.